# توندي فاتحبور
توندي فاتحبور (بالإنجليزية: Tondi Fatehpur) هي بلدة ووحدة محلية في مقاطعة جهانسي التابعة لولاية أتر برديش الهندية.

## التركيبة السكانية
حسب تعداد السكان لدولة الهند لعام 2001، بلغ عدد سكان توندي فاتحبور حينها 10,099 نسمة. وكان الذكور يشكلون 54% من السكان بينما كانت نسبة الإناث 46%. نسبة التعليم في توندي فاتحبور متوسطة وبلغت 48%، وهي أقل من النسبة الكلية للدولة البالغة 59.5%، حيث بلغت نسبة التعليم بين الذكور 62%، وبين الإناث 31%. وفي توندي فاتحبور،وبلغت 17% بين السكان تحت سن الست سنوات.